# Tinnunculita
La tinnunculita es una forma natural del dihidrato de ácido úrico. No debe confundirse con una especie mineral propuesta también bajo el nombre de "Tinnunculita", que se forma cuando los excrementos del cernícalo europeo reaccionan con los residuos de minas y canteras de carbón. El nombre "tinnunculita" proviene del nombre binomial del cernícalo, Falco tinnunculus, que a su vez deriva del latín tinnunculus, que significa "cernícalo" y se origina de tinnulus, que significa "estridente".La tinnunculita natural comparte el mismo origen.
El mineral es un dihidrato de uricita, con la que comparte una apariencia visual muy similar. La tinnunculita tiene una composición química parecida a otros minerales orgánicos, como la guanina, la uricita, la acetamida y la kladnoíta.Chesnokov y Shcherbakova propusieron una nueva variante de este mineral con la misma denominación, pero con una fórmula ligeramente distinta (C₁₄H₂N₄O₄), la cual fue finalmente rechazada por la Asociación Mineralógica Internacional (AMI) debido a su origen antropogénico.

## Localidades

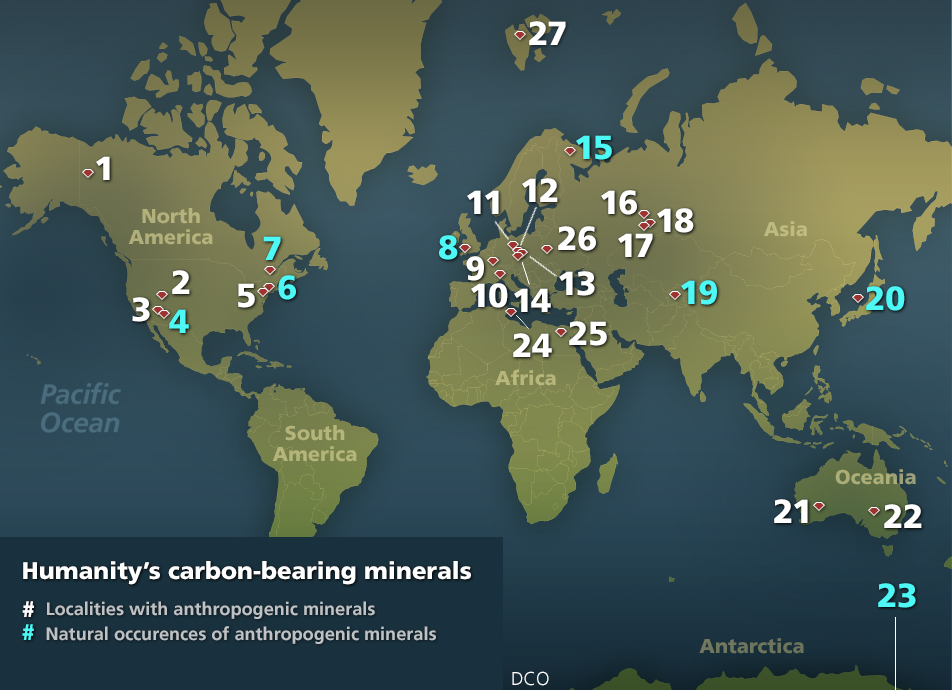
La tinnunculita se encuentra en la ubicación 15 del mapa.

Rusia: Monte Rasvumchorr, Macizo de Jibiny, Península de Kola, Región de Murmansk, Norte de Rusia.